# Оми (провинция)
Оми (яп. 近江国 о:ми-но куни) — историческая область Японии, которая сегодня включает Префектуру Сига. Эта одна из бывших провинций, которые входили в состав области Тосандо. Также имела название Госю (яп. 江州 Го:сю:).

Карта Японских провинций (1868) с отмеченной провинцией Оми

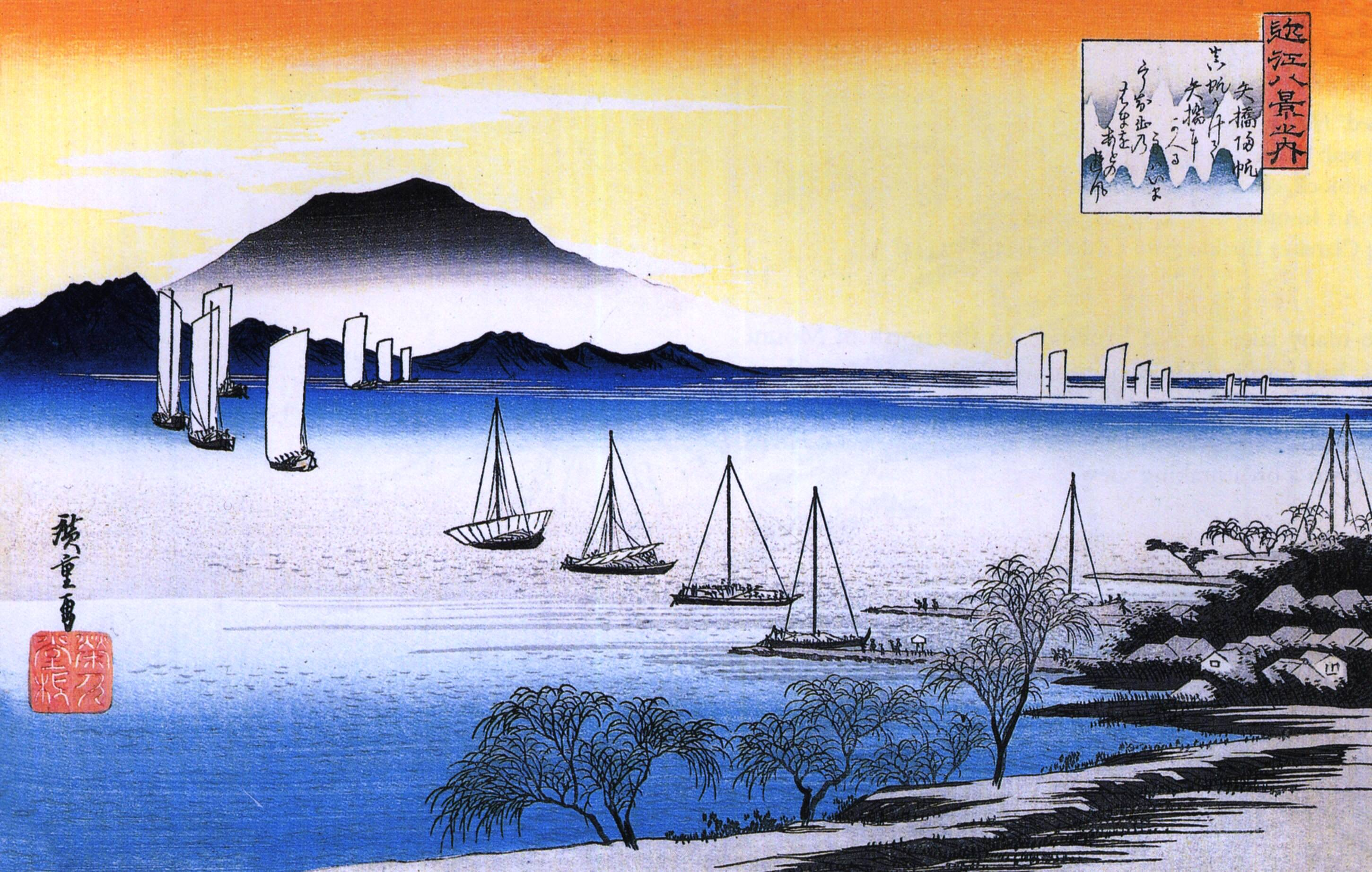
«Восемь видов Оми» — Ябасе (Утагава Хиросигэ)

Провинция окружала озеро Бива, крупнейшее озеро Японии.
Древняя столица находилась около Оцу, который также был главным городом-замком.
Во время периода Эдо в Оми было пять станций Токайдо. Во время Периода Сэнгоку северная часть области была феодальным владением Исиды Мицунари, противника Токугавы Иэясу во время битвы при Сэкигахара, хотя он и проводил большую часть времени в Замке Осаки, управляя феодальным владением молодого сына Тоётоми Хидэёси. После поражения Исиды Мицунари, Токугава Иэясу предоставил феодальное владение его союзникам, клану Ии, которые построили замок и город Хиконэ на руинах города Саваяма.